# Stenaspis validicornis
Stenaspis validicornis är en skalbaggsart som beskrevs av Thomas Casey 1912. Stenaspis validicornis ingår i släktet Stenaspis och familjen långhorningar. Inga underarter finns listade i Catalogue of Life.